# Iglesia de Santa Cruz (Kaunas)
La Iglesia de Santa Cruz (en lituano:  Šv. Kryžiaus "Karmelitų" bažnyčia) está situada en el centro de la ciudad de Kaunas, en Lituania.
Los monjes de la Orden de los Carmelitas compraron varios terrenos del monasterio en Kaunas, cerca del río Nemunas en 1706. Algunos años antes, la nueva iglesia fue santificada cerca a 1685. Fue consagrada en 1700. La iglesia fue construida en el estilo barroco tardío. Es un edificio de dos torres con una planta de cruz latina.